# Боргаро-Торинезе
Боргаро-Торинезе, Борґаро-Торинезе (італ. Borgaro Torinese, п'єм. Borghi) — муніципалітет в Італії, у регіоні П'ємонт,  метрополійне місто Турин.
Боргаро-Торинезе розташоване на відстані близько 540 км на північний захід від Рима, 11 км на північний захід від Турина.
Населення — 13 599 осіб (2014).
Щорічний фестиваль відбувається останньої неділі вересня. Покровитель — Santi Cosma e Damiano.

## Демографія
Населення за роками:

Станом на 1 січня 2023 року в муніципалітеті офіційно проживало 475 іноземців з 42 країн, серед них 318 громадян країн Євросоюзу та 12 громадян України.

## Сусідні муніципалітети
- Казелле-Торинезе
- Сеттімо-Торинезе
- Турин
- Венарія-Реале